# لاوه
لاوه، روستایی از توابع بخش مرکزی شهرستان کوهرنگ در استان چهارمحال و بختیاری ایران است.

## جمعیت
این روستا در دهستان میان کوه موگوئی قرار دارد و براساس سرشماری مرکز آمار ایران در سال ۱۳۸۵، جمعیت آن ۲۴ نفر (۴خانوار) بوده‌است.